# Вурцингер, Карл

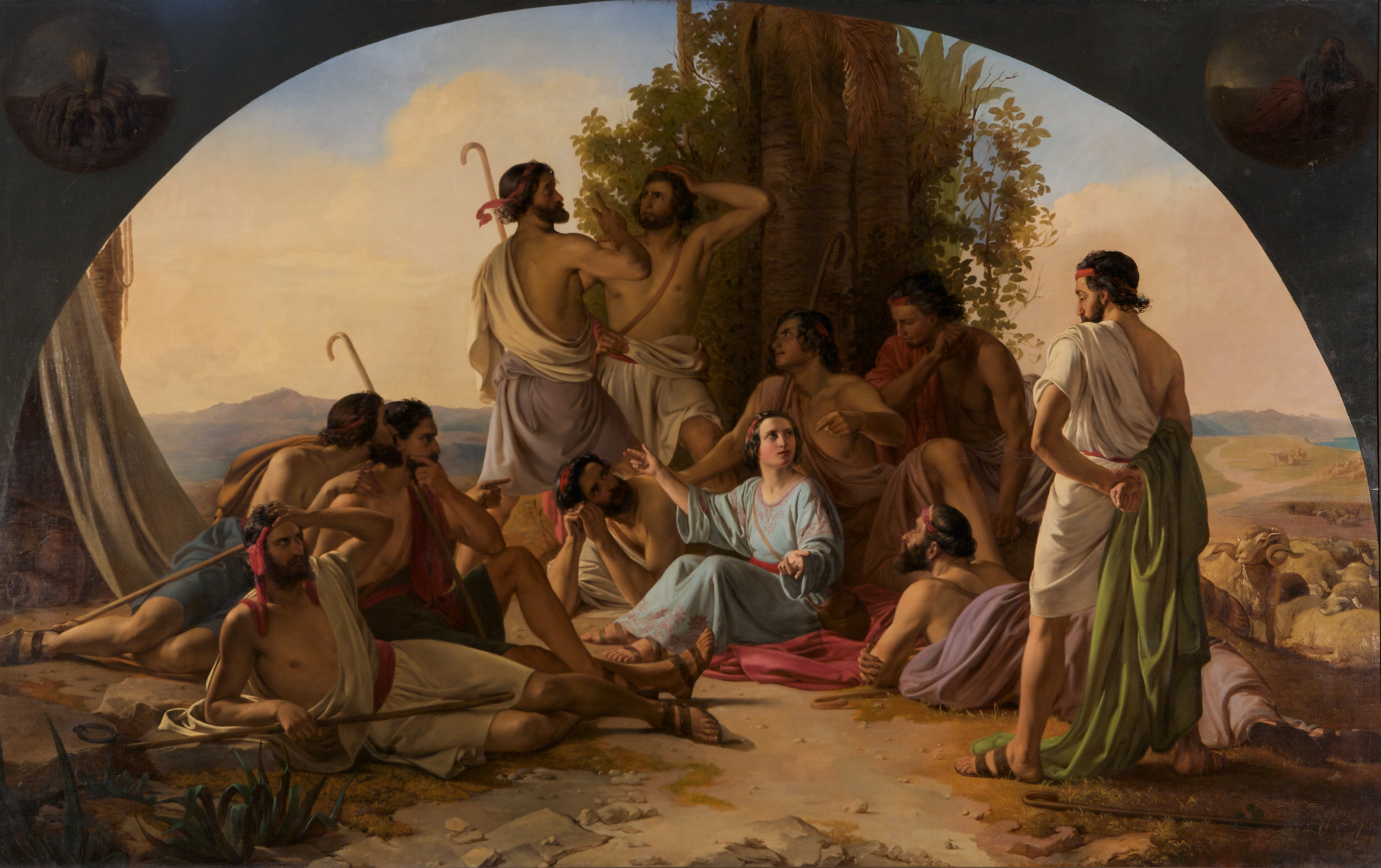
«Иосиф рассказывает братьям о своей мечте»

Карл Вурцингер (нем. Carl Wurzinger; 1 июня 1817, Вена — 16 марта 1883, Дёблинг) — австрийский художник исторического жанра, педагог, профессор Венской академии изящных искусств.

## Биография
В 1832 году в 14-летнем возрасте стал студентом Венской академии изящных искусств. Впервые свои работы выставил в 1844 году. В 1845 г. получил главный приз и стипендию для стажировки в Италии.
Два года спустя покинул Вену, и продолжил учёбу в Италии, где оставался в течение девяти лет.
По возвращении домой в 1856 году был приглашён на должность преподавателя Венской академии изящных искусств. Специализировался на исторической живописи. Позже исключительно на преподавательской деятельности. Профессор.
Среди его известных учеников Рудольф Отто фон Оттенфельд.

## Творчество
Художник исторического жанра, картин на библейские и мифологические сюжеты, портретист, пейзажист.

## Избранные работы
- «Иосиф рассказывает братьям о своей мечте»
- «Портрет графа Хевенхюллер-Метч»
- «Тщеславие»
- «Оромбелло»
- «Смерть короля Оттокара в битве при Марчфельде»
- «Император Фердинанд II, осаждённый чешскими повстанцами в Хофбурге».
- «Альбанесерин»
- «Девушки с Сабинеровских гор»
- «Апокалиптические всадники»
- «Прощание Гектора»
- «Саул и Давид»
- «Рюдигер фон Штархемберг во время осады турок»

## Награды
- Императорский австрийский орден Франца Иосифа
- Орден Святого Михаила (Бавария)
- Орден Святого Григория Великого

## Память
- В 1910 году его именем была названа улица Вурцингергассе в районе Веринг в Вене.

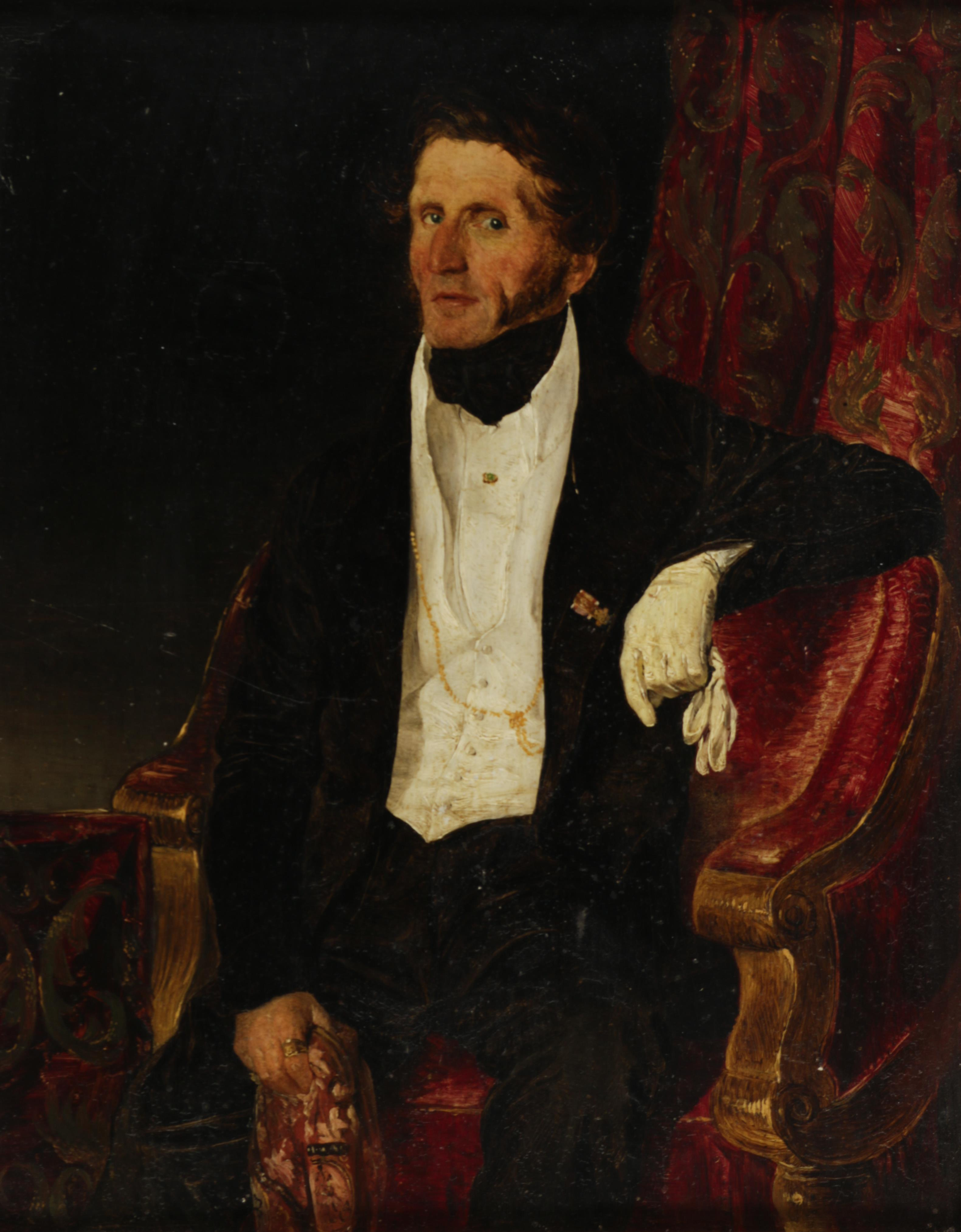
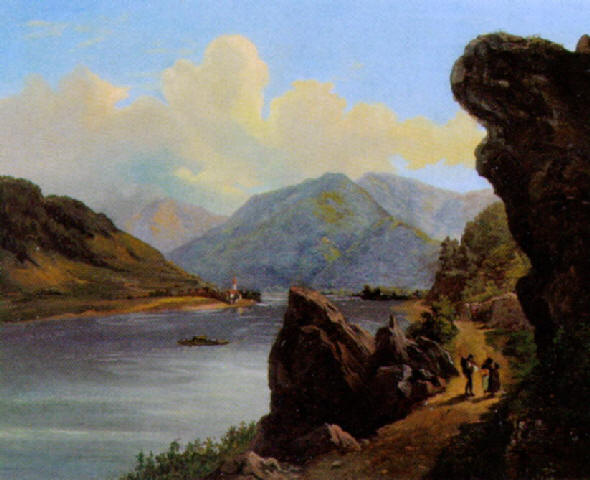
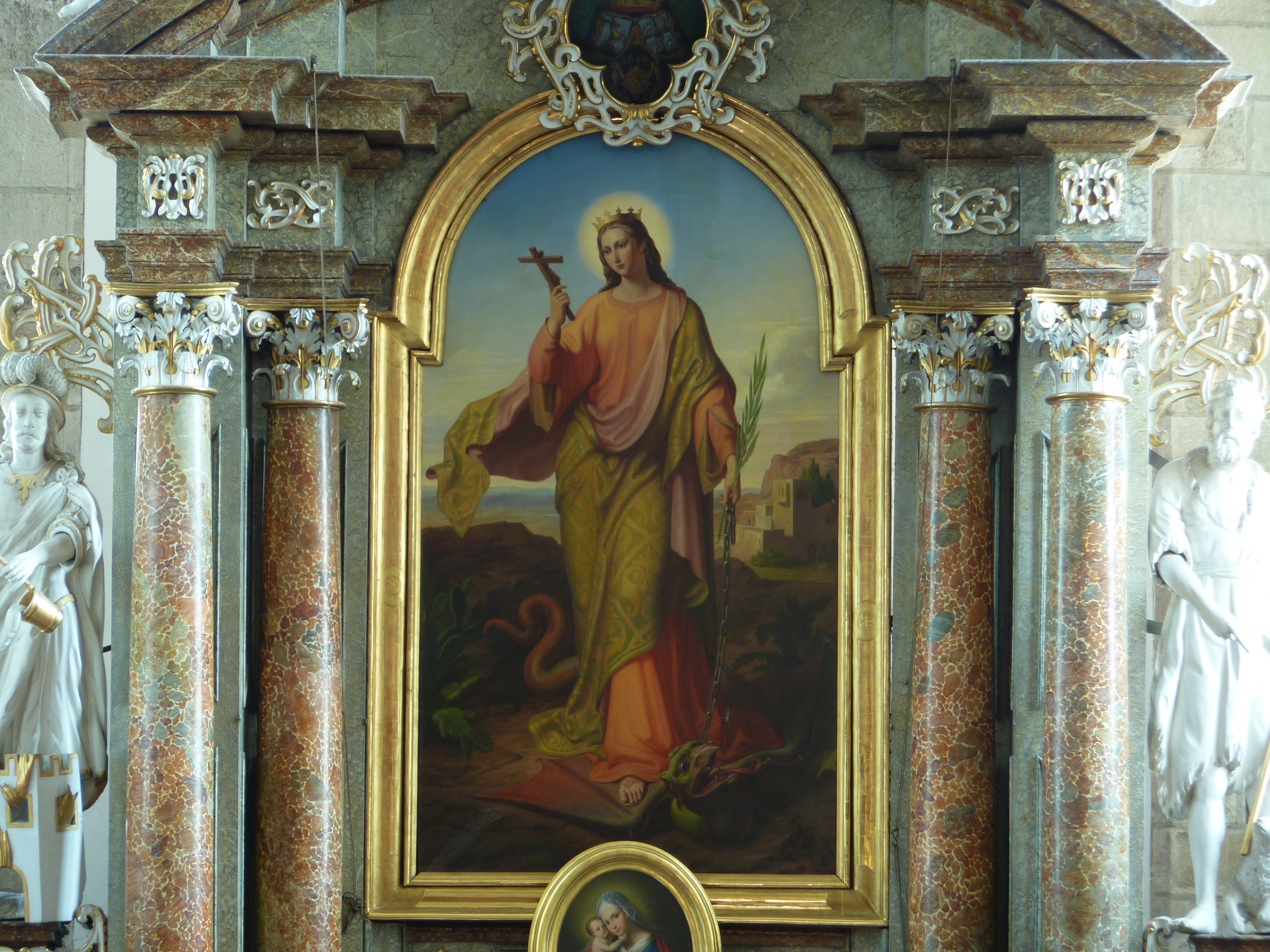
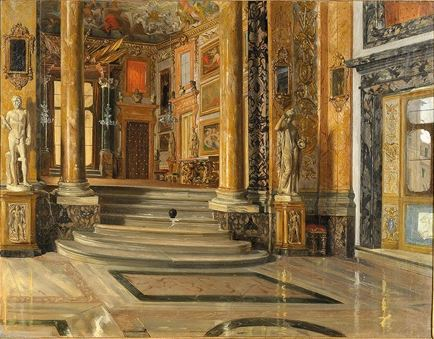